# Samuel Prentiss
Samuel Prentiss (Stonington, 1782. március 31. – Montpelier, 1857. január 15.) az Amerikai Egyesült Államok Vermont államának szenátora.